# Alan Velasco
Alan Agustín Velasco (Quilmes, 27 luglio 2002) è un calciatore argentino, attaccante del Boca Juniors.

## Caratteristiche tecniche
È un'ala sinistra che dispone di buon dinamismo. Abile nel palleggio, si distingue anche per essere un buon assist-man.

## Carriera
Cresciuto nel settore giovanile dell'Independiente, ha esordito in prima squadra il 29 maggio 2019 disputando l'incontro di Coppa Sudamericana vinto 2-0 contro il Rionegro Águilas.
Il 1º febbraio 2022 viene acquistato dall'FC Dallas per 7 milioni di dollari, cifra record per il club statunitense. Debutta il 13 marzo contro il Nashville dove va anche subito a segno. Chiude la stagione con 28 presenze e 7 gol.

## Statistiche

### Presenze e reti nei club
Statistiche aggiornate al 22 febbraio 2025.
| Stagione             | Squadra              | Campionato           | Campionato | Campionato | Coppe nazionali | Coppe nazionali | Coppe nazionali | Coppe continentali | Coppe continentali | Coppe continentali | Altre coppe | Altre coppe | Altre coppe | Totale | Totale |
| Stagione             | Squadra              | Comp                 | Pres       | Reti       | Comp            | Pres            | Reti            | Comp               | Pres               | Reti               | Comp        | Pres        | Reti        | Pres   | Reti   |
| -------------------- | -------------------- | -------------------- | ---------- | ---------- | --------------- | --------------- | --------------- | ------------------ | ------------------ | ------------------ | ----------- | ----------- | ----------- | ------ | ------ |
| 2018-2019            | Independiente        | PD                   | 0          | 0          | CA+CdL          | 1+0             | 0               | CS                 | 2                  | 0                  | -           | -           | -           | 3      | 0      |
| 2019-2020            | Independiente        | PD                   | 4          | 0          | CA+CdL          | 1+9             | 0+5             | CS                 | 8                  | 1                  | CdSL        | 1           | 0           | 23     | 6      |
| 2021                 | Independiente        | PD                   | 24         | 1          | CA+CdL          | 0+11            | 0               | CS                 | 8                  | 1                  | -           | -           | -           | 43     | 2      |
| Totale Independiente | Totale Independiente | Totale Independiente | 28         | 1          |                 | 22              | 5               |                    | 18                 | 2                  |             | 1           | 0           | 69     | 8      |
| 2022                 | FC Dallas            | MLS                  | 26+2       | 6+1        | USOC            | 2               | 0               | -                  | -                  | -                  | -           | -           | -           | 30     | 7      |
| 2023                 | FC Dallas            | MLS                  | 28+1       | 4          | USOC            | 1               | 0               | -                  | -                  | -                  | LC          | 4           | 2           | 34     | 6      |
| 2024                 | FC Dallas            | MLS                  | 8          | 2          | USOC            | 0               | 0               | -                  | -                  | -                  | LC          | -           | -           | 8      | 2      |
| Totale FC Dallas     | Totale FC Dallas     | Totale FC Dallas     | 62+3       | 12+1       |                 | 3               | 0               |                    | -                  | -                  |             | 4           | 2           | 72     | 15     |
| 2025                 | Boca Juniors         | PD                   | 7          | 0          | CA              | 0               | 0               | CL                 | 2                  | 0                  | Cmc         | -           | -           | 9      | 0      |
| Totale carriera      | Totale carriera      | Totale carriera      | 100        | 14         |                 | 25              | 5               |                    | 20                 | 2                  |             | 5           | 2           | 150    | 23     |